# كيلي لوفلر
كيلي لين لوفلر (بالإنجليزية: Kelly Lynn Loeffler)‏ (من مواليد 27 نوفمبر عام 1970)، سياسية أمريكية عملت كعضو في مجلس الشيوخ الأمريكي الأقدم في جورجيا منذ يناير 2020 و حتى يناير 2021. بوصفها عضو في الحزب الجمهوري، شغلت لوفلر منصب الرئيس التنفيذي (سي إي أو) لشركة باكت، وهي شركة مزودة للسلع والخدمات المالية تابعة لشركة إنترناشيونال إكستشينج التي يملكها زوجها. تُعدّ لوفلر شريكة في ملكية فريق أتلانتا دريم التابع للاتحاد الوطني لكر السلة النسائية (دبليو إن بي إيه).
في 4 ديسمبر 2019، اختار حاكم جورجيا برايان كيمب المرشحة لوفلر كخليفة للسيناتور جوني إيساكسون، الذي أعلن عن اعتزامه الاستقالة في نهاية عام 2019 لأسباب صحية. وقد أدَّت اليمين الدستورية في 6 يناير 2020. خاضت لوفلر انتخابات مجلس الشيوخ الخاصة التي ستجرى في أواخر عام 2020 ضد الدكتور كانديس تايلور و فازت بها. إلا أنها خسرت الانتخابات العامة أمام الديموقراطي وورناك

## مجلس الشيوخ الأمريكي
سعت لوفلر إلى الحصول على ترشيح الحزب الجمهوري عام 2014 ضمن انتخابات مجلس الشيوخ في جورجيا لكنها في النهاية نجحت في السباق بسبب تعليق ملكية شركة إنترناشيونال إكستشينج في بورصة نيويورك.

## التعيين
في نوفمبر 2019، تقدمت لوفلر بطلب لمنصب خلافة السيناتور الحالي جوني إيساكسون، الذي أعلن استقالته من مجلس الشيوخ الأميركي اعتبارًا من 31 ديسمبر لأسباب صحية. وهي تخوض الانتخابات الخاصة لعام 2020 للفترة المتبقية من ولاية إيساكسون. أفادت صحيفة أتلانتا جورنال-كونستيتيوشن أن لوفلر قد اختيرت من قِبَل الحاكم برايان كيمب لذاك المنصب، وفي 4 ديسمبر أعلن أيضًا أنه سيعينها عندما يصبح المقعد شاغرًا.
أدَّت لوفلر اليمين الدستورية في مجلس الشيوخ في 6 يناير 2020.

### انتخابات مجلس الشيوخ لعام 2020
تخوض لوفلر الانتخابات الخاصة للعامين المتبقيين من فترة ولاية السيناتور إيساكسون. وهي تخطط لإنفاق 20 مليون دولار من أموالها على حملتها. تُعتبر لوفلر أول سيدة في مجلس الشيوخ منذ 97 عامًا من ممثلي جورجيا، وأول امرأة من الحزب الجمهوري لتفعل ذلك. بموجب قانون الانتخابات في جورجيا، فإن كل المرشحين لشغل المقعد (بصرف النظر عن تحزُّبهم السياسي) سوف يتنافسون في انتخابات أولية غير حزبية. في حال لم يحصل أي مرشح على أكثر من 50% من الأصوات، سوف يشارك مرشَّحَين فقط ممن حصلوا على أعلى نسبة تصويت في جولة إعادة في يناير. من بين آخرين، تواجه لوفلر النائب الأمريكي دوغ كولينز، من الحزب الجمهوري الذي يمثل مقاطعة الكونغرس التاسعة في جورجيا، والذي حظي باهتمام بالغ باعتباره عضو في اللجنة القضائية في مجلس النواب. يتلقى ترشيح لوفلر الدعم من قِبَل اللجنة الوطنية الجمهورية لمجلس الشيوخ (إن آر إس سي)، والسلطة الجمهورية لحملة الجمهوريين داخل مجلس الشيوخ، بالإضافة إلى العديد من الجمهوريين في مجلس الشيوخ. خسرت لوفلر الانتخابات الرئيسية لعام 2020 أمام الديموقراطي رافاييل وورناك

## المنصب

### مهام اللجنة
تعمل لوفلر في اللجان التالية:
- لجنة مجلس الشيوخ للزراعة والتغذية والحراج

- اللجنة الفرعية للزراعة التابعة لمجلس الشيوخ الأمريكي المعنية بالسلع الأساسية وإدارة المخاطر والتجارة
- اللجنة الفرعية للزراعة التابعة لمجلس الشيوخ الأمريكي المعنية بحماية البيئة والحراج والموارد الطبيعية
- اللجنة الفرعية للزراعة التابعة لمجلس الشيوخ الأمريكي المعنية بالثروة الحيوانية والتسويق والأمن الزراعي
- لجنة مجلس الشيوخ الأمريكي للصحة والتعليم والعمل والمعاشات التقاعدية
- لجنة مجلس الشيوخ الأمريكي لشؤون المحاربين القدامى
- لجنة مجلس الشيوخ الأمريكي الاقتصادية المشتركة

#### الاجتماعات
مؤتمر مجلس الشيوخ الجمهوري

## حياتها الشخصية
تعتنق لوفلر الديانة المسيحية. في عام 2004، تزوجت لوفلر من مؤسس شركة إنترناشيونال إكستشينج ومديرها التنفيذي جيفري سبريكر. يعيش الزوجان في حيّ توكسيدو بارك، أتلانتا، في عقار تبلغ قيمته 10.5 مليون دولار، على امتداد 15000 قدم مربع (1400 متر مربع)، الذي ابتاعاه ضمن أكثر المعاملات العقارية السكنية تكلفة قد تم تسجيلها في أتلانتا.